# Kadiivka
Kadiivka (tiếng Ukraina: Кадіївка) là một thành phố của Ukraina. Thành phố này thuộc tỉnh Luhansk. Thành phố này có diện tích 91,8 km2, dân số theo điều tra dân số năm 2001 là 90152 người.